# Ischnura gemina
Ischnura gemina là một loài chuồn chuồn kim thuộc họ Coenagrionidae. Đây là loài đặc hữu của Hoa Kỳ.